# Anastasius Nordenholz
Anastasius Nordenholz (Buenos Aires, Argentina, 1 de febrero de 1862-Las Rosas, Santa Fe, 21 de septiembre de 1953) fue un escritor, profesor, periodista, científico y granjero que trabajó en Argentina y en Alemania, adhirió a principios eugenistas que más tarde estarían relacionados con el nazismo, estuvo vinculado a personalidades cercanas al Partido Nazi y publicó un libro donde menciona a la cienciología como una nueva ciencia, veinte años antes de que L. Ron Hubbard fundara la Iglesia de la Cienciología.

## Biografía
Anastasius Nordenholz fue el único hijo varón del cónsul de Prusia Friedrich Wilhelm Nordenholz, dueño desde la década de 1860 de la estancia La Germania, un terreno de unas 5.500 hectáreas ubicado entre Clason y Las Rosas, provincia de Santa Fe. Friedrich Nordenholz recibió allí en distintos momentos al príncipe Fernando de Hohenzollern (más tarde rey de Rumanía), al ex zar Fernando I de Bulgaria y al presidente argentino Julio Argentino Roca.
Anastasius se mudó de Argentina a Alemania a los 16 años y estudió leyes, política económica y filosofía en la Universidad de Berlín, Zúrich, Jena y Múnich, y trabajó como profesor y periodista. En Alemania entabló amistad y colaboró económicamente con Alfred Ploetz, quien acuñó el concepto de Rassenhygiene (higiene racial), una teoría que sostiene que los males de la sociedad provienen de factores hereditarios, y que el régimen nazi de Adolf Hitler posteriormente combinó con el antisemitismo.
Nordenholz y Ploetz publicaron en 1904 la revista Archiv für Rassen- und Gesellschaftsbiologie (Archivos de Biología Racial y Social) y al año siguiente fundaron De Berliner Gesellschaft für Rassenhygiene (Sociedad Alemana para la Higiene Racial). Ploetz se casó con una hermana de Anastasius, Anita Nordenholz.
Con la muerte de Friedrich Nordenholz en 1912, la estancia La Germania fue heredada por Anastasius, Anita y su otra hija, Ángela.
El término cienciología (que habría sido acuñado en 1910 por el poeta, abogado y político británico Allen Upward) fue mencionado por Anastasius Nordenholz en su libro de 1934 Cienciología, ciencia de la constitución y utilidad del conocimiento (en el original en alemán, Scientologie - Wissenschaft von der Beschaffenheit und Tauglichkeit des Wissens). Recién en 1954 L. Ron Hubbard fundó la Iglesia de la Cienciología, aunque se cree que su doctrina no estaría relacionada con los planteos de Nordenholz y tampoco hay evidencias de que se haya basado en esa publicación para nombrar a la cienciología.
Anastasius regresó a Argentina después de la Segunda Guerra Mundial y trabajó como granjero en la estancia, donde también se dedicó a tareas administrativas y realizó estudios científicos. Visitó eventualmente Alemania y murió en Argentina en 1953.
Anita Nordenholz fundó luego la Cabaña y Estancia El Orión, que posteriormente sería adquirida por la empresa láctea Verónica.
La tumba de Anastasius Nordenholz fue descubierta en 2024 en terrenos de la antigua estancia La Germania, a raíz de comentarios de alumnos de una escuela de Totoras. La ubicación exacta de la tumba no fue precisada por el productor dueño de los terrenos.